# Municipio de Scandinavia (Nebraska)
El municipio de Scandinavia (en inglés: Scandinavia Township) es un municipio ubicado en el condado de Harlan en el estado estadounidense de Nebraska. En el año 2010 tenía una población de 133 habitantes y una densidad poblacional de 1,43 personas por km².

## Geografía
El municipio de Scandinavia se encuentra ubicado en las coordenadas 40°18′26″N 99°20′56″O / 40.30722, -99.34889. Según la Oficina del Censo de los Estados Unidos, el municipio tiene una superficie total de 92.92 km², de la cual 92,92 km² corresponden a tierra firme y (0 %) 0 km² es agua.

## Demografía
Según el censo de 2010, había 133 personas residiendo en el municipio de Scandinavia. La densidad de población era de 1,43 hab./km². De los 133 habitantes, el municipio de Scandinavia estaba compuesto por el 100 % blancos. Del total de la población el 0 % eran hispanos o latinos de cualquier raza.